# Aurelio González Puente
Aurelio González Puente (Trucíos, 26 de julho de 1940), é um ex ciclista espanhol, recordado principalmente por ter sido o vencedor do Grande Prêmio da Montanha no Tour de France de 1968.
Aurelio González nasceu na localidade de Trucíos (atualmente Trucíos-Turtzioz), um enclave de Encartaciones dentro da província basca de Biscaia na Espanha. Como corredor se formou no País Basco.
Foi ciclista profissional entre 1964 e 1970 fazendo parte durante todos esses anos da potente equipa ciclista vascão Kas. Foi vencedor de etapas na Dauphiné Libére (1966), Giro d'Italia (1967), Tour de France e Volta à Suíça (1968).
No entanto é recordado principalmente por ter sido um experiente na disputa do Prêmio da Montanha, nas provas por etapas nas que tomava parte. Foi o vencedor do camisola da montanha no Giro de Itália (1967) e Tour de France (1968), entre outras provas.
Nas Grandes Voltas destaca o terceiro já que obteve na Volta a Espanha de 1967, no ano de seu debut nesta prova, a 1m45s do holandês Jan Janssen. Em 1968 retirou-se, em 1969 foi 25.º e em 1970 11.º.
No Giro d'Italia tomou parte na edição de 1967, onde além de ganhar uma etapa e o prêmio da montanha foi 11.º na geral. No Tour de France tomou parte em três edições, sendo 24.º em 1966, 13.º em 1968 e 25.º em 1970.
Depois de retirar-se do ciclismo, tem permanecido desvinculado deste desporto.

## Palmarés
| - 1966 - 1 etapa na Dauphiné Libéré - Campeão da Espanha por Regiões - 1967 - 1 etapa do Giro d'Italia e classificação da montanha - Campeão da Espanha por Regiões | - 1968 - 1 etapa da Volta à Suíça - 1 etapa do Tour de France e Premeio da Montanha |

## Resultados em Grandes Voltas e Campeonato do Mundo
Durante a sua carreira desportiva tem conseguido os seguintes postos nas Grandes Voltas e no Campeonatos do Mundo em estrada:
| Corrida            | 1964 | 1965 | 1966 | 1967 | 1968 | 1969 | 1970 |
| ------------------ | ---- | ---- | ---- | ---- | ---- | ---- | ---- |
| Giro d'Italia      | -    | -    | -    | 11.º | -    | -    | -    |
| Tour de France     | -    | -    | 24.º | -    | 13.º | Ab.  | 25.º |
| Volta a Espanha    | -    | -    | -    | 3.º  | Ab.  | 25.º | 11.º |
| Mundial em Estrada | -    | -    | -    | -    | -    | -    | -    |

-: Não participa

Ab.: Abandono

## Referes
1. ↑  Urtekaria (ed.). «Palmarés completo de Aurelio González Puente». Consultado em 18 de abril de 2010. Cópia arquivada em 19 de janeiro de 2005